# Tony Alva
Tony Alva (født 2. september 1957) er en amerikansk skateboarder, der er en af de oprindelige Z-Boys. Alva anses for at være en af de mest indflydelsesrige skatere nogensinde, og han blev den første verdensmester. Han startede sin skate-karriere som et afbræk fra surfing, og sammen med sine kammerater fra Zephyr Competition Team (Z-boys) trængte han ind i folks baghaver for at skate de tomme pools, hvis der ikke var bølger på havet.
I 1977 da Alva var 19, droppede han alle de store firmaer, som ville sponsorere ham, og dannede sit eget firma, "Alva Skates", som var det første skateboardfirma ejet af en skater.
I 2005 udkom filmen Lords of Dogtown, der handler om Tony Alva og kammeraterne Stacy Peralta og Jay Adams fra Zephyr-slænget.